# Safety (spiller)
 For alternative betydninger, se Safety. (Se også artikler, som begynder med Safety)
En safety er, indenfor amerikansk fodbold, en spiller på det forsvarende hold. Safetyen er typisk den bagerst placerede spiller på holdet, der udgør en form for sikkerhedsgardering for de øvrige forsvarsspillere (heraf navnet). Der er normalt to safetys på banen af gangen, og de betegnes som henholdsvis strong safety og free safety.
Safetyens opgave er primært at dække op for det angribende holds wide receivere. Når quarterbacken sender et kast dybt ned af banen er safetyen ofte den spiller der skal forhindre at kastet når frem til receiveren.
En safety har som udgangspunkt intet at gøre med en safety-scoring, omend safety-spilleren, som en del af det forsvarende hold, godt kan score en safety.

## Berømte safetys
- Troy Polamalu
- Sean Taylor
- Ed Reed
- Adrian Wilson